# 松村喜雄
松村 喜雄（まつむら よしお、1918年9月16日 - 1992年1月10日）は、日本の外交官、推理小説評論家、推理作家、翻訳家。三谷 幸夫、花屋 治の筆名もあり。東京府出身。

## 経歴
東京府東京市牛込区（現在の東京都新宿区）新小川町生まれ。実母は江戸川乱歩・平井蒼太兄弟の従妹。親戚として幼時から乱歩と交際して育つ。
小学校卒業後、花崎清太郎および石川一郎の両人と知り合い、彼らの影響で読書の世界に熱中。早稲田実業学校を経て東京株式取引所に勤務。このときの同僚に劇作家の小野田勇がいた。勤務の傍ら、フランス語を独習。のち編入試験を受けて東京外国語学校（現在の東京外国語大学）仏語科に入学。卒業後は外務省に勤務。徴兵を逃れる目的でベトナムのハノイに赴任し、フランス語の探偵小説の原書を読み耽る。
公務の傍ら文筆活動をおこない、1948年三谷 幸夫の名義でヴォルテールなどを翻訳。1958年、都筑道夫と共にシムノンの『霧の港』などを翻訳し、『探偵倶楽部』『宝石』に発表。1961年、花屋 治名義で『紙の爪痕』を発表し、第7回江戸川乱歩賞候補となる。
1966年からラオス大使館やサンフランシスコ総領事館などに勤務。6年半にわたる在外勤務の間、多忙によってほぼ休筆状態となったが、フランス語ミステリー小説の原書収集は怠らなかった。
1970年代後半からフランス語ミステリー小説に関する原稿を『幻影城』に連載。『マネキン人形殺害事件』などの翻訳を通じて、日本にスタニスラス＝アンドレ・ステーマンの作品を紹介。
1978年に外務省を退官して文筆一本となる。これ以降は本名で原稿を発表。
1985年、多数の原書を読破した経験に基づいてフランス語ミステリー小説の通史を緻密に纏め上げ、これを『怪盗対名探偵』の題名で発表、1986年に第39回日本推理作家協会賞評論部門などを受ける。これ以後は主に長篇推理小説を執筆。
1986年、外務省勤務時代の経験に基づいて『謀殺のメッセージ』を発表。この作品は同年『週刊文春』の「傑作ミステリーベスト10」の第6位に選ばれた。
晩年は『エラリー・クイーンズ・ミステリ・マガジン』に評論を連載。『信濃毎日新聞』に月2回の書評を発表。江戸川乱歩賞の予選委員をも務めた。
1992年、腎機能不全で死去。享年73。墓所は多磨霊園。

## 著書
- 『女はみんな殺っつけろ』（文祥社） 1958
- 『事件の背骨』（文祥社） 1958
- 『紙の爪痕』（花屋治名義、光風社） 1962
- 『水の鎧』（花屋治名義、青樹社） 1963
- 『白い乱気流』（花屋治名義、日本経済新聞社） 1976
- 『緋のコネクション』（花屋治名義、ダイヤモンド社） 1977
- 『怪盗対名探偵』（晶文社） 1985
- 『謀殺のメッセージ』（廣済堂出版） 1986
- 『喪服のシンデレラ』（青樹社） 1988
- 『企業脅迫殺人連鎖』（大陸書房） 1989
- 『麻薬商社』（大陸書房） 1990
- 『江戸川乱歩殺人原稿』（青樹社） 1990
- 『乱歩おじさん 江戸川乱歩論』（晶文社） 1992
- 『ふたりの乱歩 真説・怪人二十面相』（コスミックインターナショナル） 1994

## 翻訳
- 『フランス一の伊達男』（コント・ド・ミラボオ、東海書房） 1952
- 『霧の港』（ジョルジュ・シメノン、早川書房、世界探偵小説全集） 1954
- 『八十日間の世界一周』（ジュール・ベルヌ、三宅一郎共訳、鱒書房） 1956
- 『マネキン人形殺害事件』（S・A・ステーマン、角川文庫） 1976
- 『三人の中の一人』（S・A・ステーマン、番町書房、イフ・ノベルズ） 1977
- 『ルコック探偵』（エミール・ガボリオ、旺文社文庫） 1979
- 「怪盗ルパン名作選集」（ルブラン、中島河太郎共訳、秋田書店） 1985  
  1. 『怪盗ルパン』
  2. 『奇巖城』
  3. 『ルパン対ホームズ』
  4. 『水晶の詮』
  5. 『ルパンの冒険』
  6. 『ルパンの告白』 1986
- 『殺人者なき六つの殺人』（ピエール・ボアロー、講談社文庫） 1985
- 『ミステリー・ゲーム 13の謎』（アラン・ドムーゾン、晶文社） 1987
- 『大密室 幻の探偵小説コレクション』（ピエール・ボアロー, トーマ・ナルスジャック、晶文社） 1988
- 『ウェンズ氏の切り札』（S・A・ステーマン、藤田真利子共訳、社会思想社、現代教養文庫） 1993